# Physoconops guianicus
Physoconops guianicus är en tvåvingeart som först beskrevs av Charles Howard Curran 1934.  Physoconops guianicus ingår i släktet Physoconops och familjen stekelflugor. Inga underarter finns listade i Catalogue of Life.